# Петя Дикова
Петя Сашова Дикова е телевизионна водеща, светска журналистка в редакцията на bTV Новините и от септември 2025 г. водеща на COOLt. 

## Биография
Родена е на 17 август 1984 г. в София. Учи в Американския колеж в столицата, след което завършва висшето си образование в Лондон. Учи журналистика, театър и превод. Нейна майка е актрисата Аня Пенчева, а баща – журналистът Сашо Диков.

### Кариера
От 14-годишна е на телевизионния екран като водеща и репортерка.
Дикова е една от ко-водещите на „Мело ТВ Мания“ по Канал 1. През 2009 – 2010 г. е водеща на предаването „Арт Трафик“ по PRO.BG. През 2009 г. участва заедно с майка си в риалити формата Vip Brother, където завършва на шесто място.
От 2 март 2013 г. до излизането си по майчинство на 2 март 2019 г. е водеща на предаването „Cool...T“ по Би Ти Ви. През септември 2021 г. се завръща на екран след двете си майчинства като водеща на „Тази неделя“, отново по Би Ти Ви.
Журналистическата работа я отвежда в домовете на Монсерат Кабайе, Андреа Бочели, Ерос Рамацоти. Провежда интервюта и с други международни знаменистости като Мел Гибсън, Лейди Гага, Том Джоунс, Куийн и Адам Ламбърт, както и с известни българи като Леда Милева и Петко Бочаров.

### Обществена дейност
През април 2018 г. повежда информационната кампания за репродуктивно здраве, която цели да насочи вниманието на младите жени към ранната превенция на проблеми в тази област, като например намаляване на яйчников резерв и други.